# Pier Pandertempel
De Pier Pandertempel is een kunsttempel in de stad Leeuwarden in de Nederlandse provincie Friesland. Het is een rijksmonument.

## Beschrijving
De kunsttempel naar plannen van beeldhouwer Pier Pander (1864-1919) werd in 1924 uitgevoerd door architect Jan van der Mey en vormgever Nicolaas Petrus de Koo. Het gebouw heeft de vorm van een ronde centraalbouw. In de  archivolt van de ingangspartij is een beeldhouwwerk van Pander aangebracht dat de Dageraad voorstelt. De lichtbeuk met twaalf rondboogvensters zijn voorzien van glas in lood van J.H.E. Schilling. Het gebouw is gedekt met riet.
De marmeren beelden in de tempel werden door de Italiaanse beeldhouwer Ernesto Gazzeri uitgevoerd naar voorbeeld van de gipsen modellen van Pander. De vijf sculpturen (Uchtend, Gedachte, Gevoel, Moed en Kracht) beelden de krachten uit die nodig zijn voor het maken van een kunstwerk. Ze zijn geplaatst onder een arcade. De tempel staat in de Noorderplantage en is onderdeel van het Pier Pander Museum in de Prinsentuin.

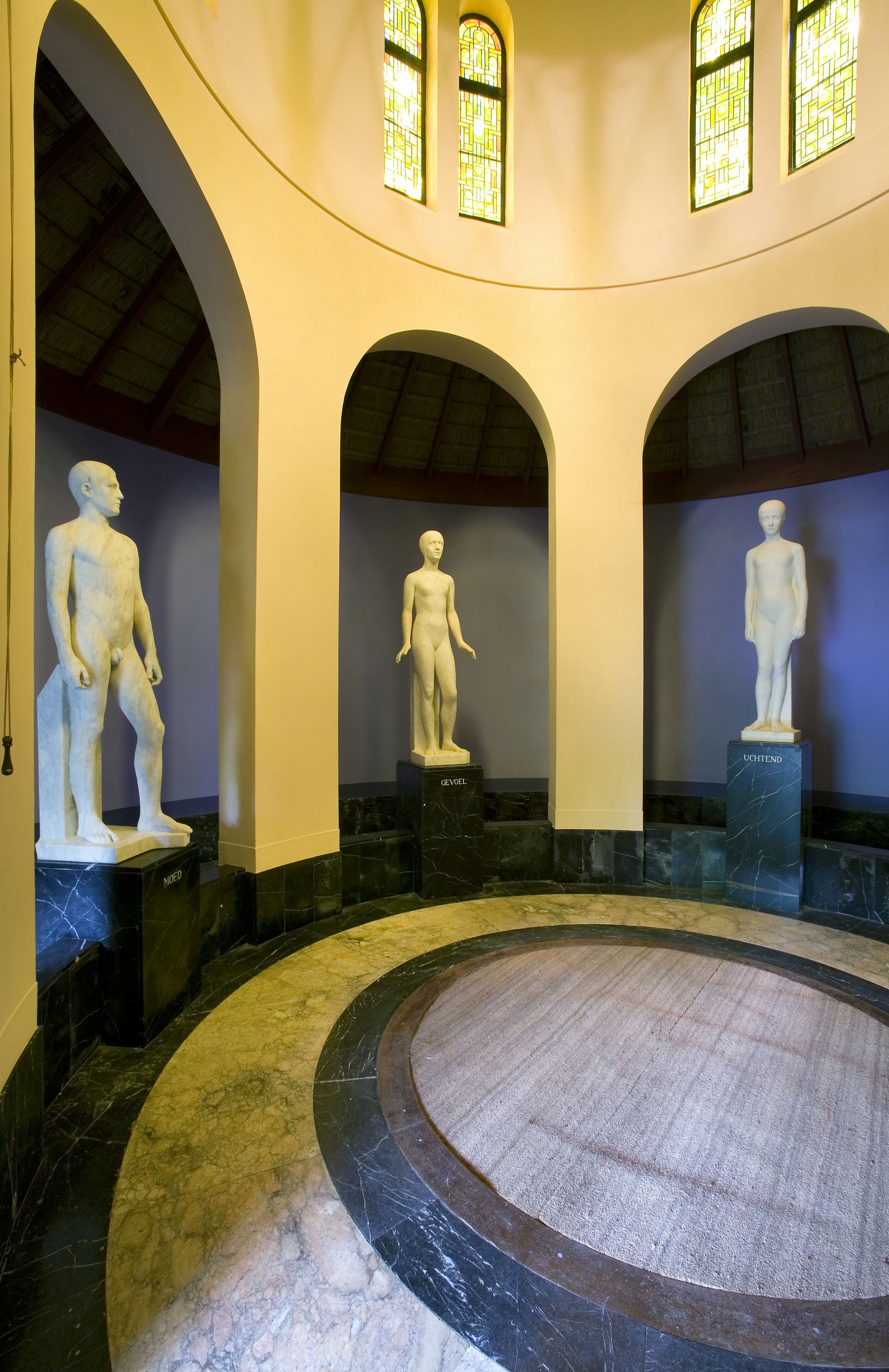
Interieur met beelden
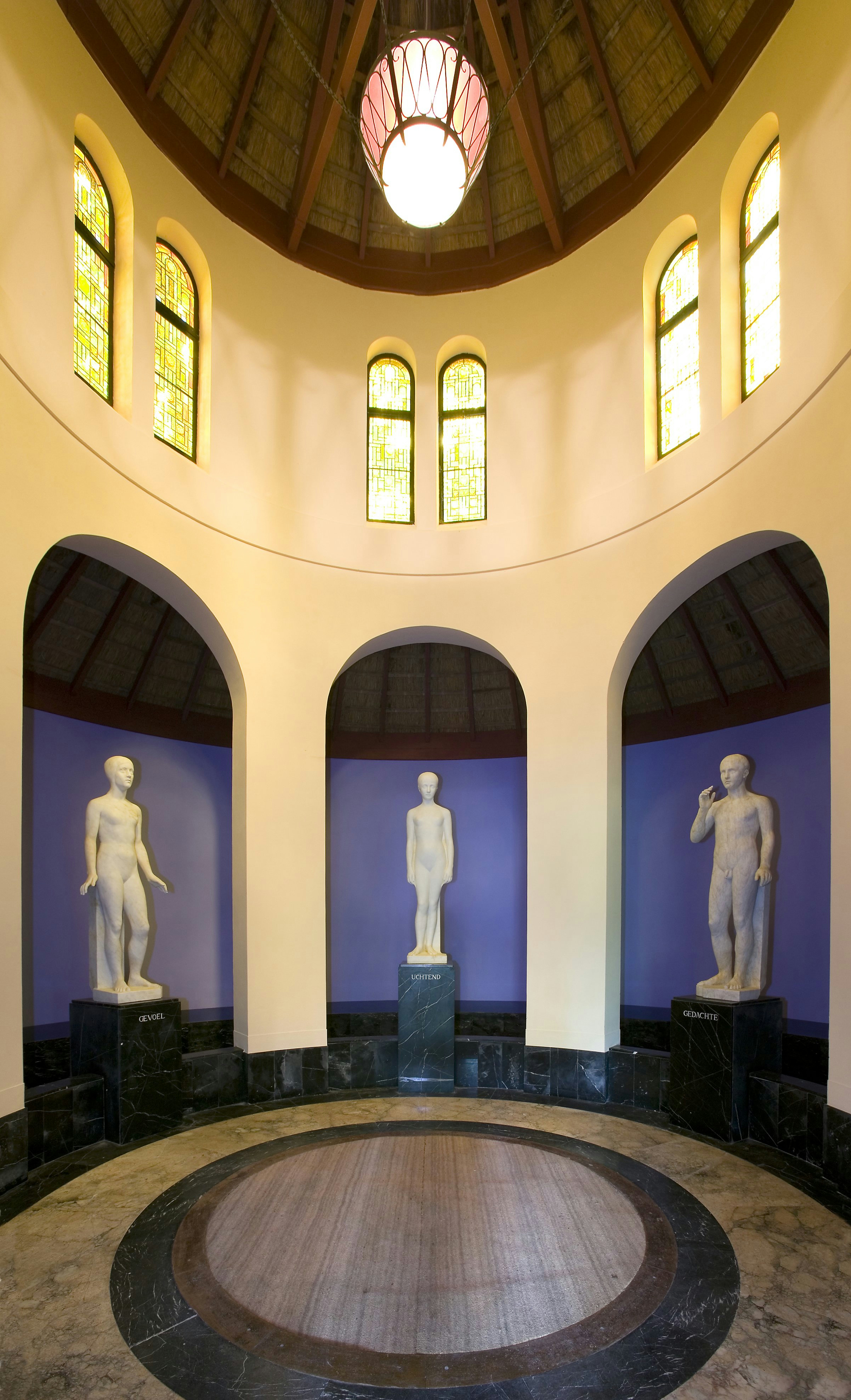
Interieur met beelden